# Андерсон, Барбара (актриса)
Барбара Андерсон (англ. Barbara Anderson, род. 27 ноября 1945) — американская телевизионная актриса. Андерсон добилась наибольшей известности благодаря своей роли в длительном телесериале «Айронсайд», в котором она снималась с 1967 по 1971 год. После его завершения она снялась в финальном сезоне сериала «Миссия: невыполнима».
Андерсон выиграла Премию «Эмми» за лучшую женскую роль второго плана в драматическом телесериале в 1968 году за свою роль в сериале «Айронсайд», а также ещё дважды после номинировалась на «Эмми». До того как она начала работать в качестве актрисы, Андерсон выиграла титул «Мисс Мемфис» в 1963 году. Также она снялась в нескольких телефильмах и сериалах, а в последние годы работала в качестве члена Гильдии киноактёров США.

## Личная жизнь
В 1971 году вышла замуж за актёра Дона Бернетта. 